# Campeonato Mundial de Luge
O Campeonato Mundial de Luge, parte da Federação Internacional de Luge (FIL), foi realizado em uma base anual em anos não-olímpicos desde 1955. Esses campeonatos são realizados em pistas artificiais. Ver Campeonato Mundial de Luge em Pista Natural para todos os eventos em pista natural que ocorreram desde 1979.

## Cidades-sede
| Ano  | Cidade                    |
| ---- | ------------------------- |
| 1955 | Oslo                      |
| 1956 | (cancelado)               |
| 1957 | Davos                     |
| 1958 | Krynica                   |
| 1959 | Villard-de-Lans           |
| 1960 | Garmisch-Partenkirchen    |
| 1961 | Girenbad                  |
| 1962 | Krynica                   |
| 1963 | Imst                      |
| 1965 | Davos                     |
| 1966 | Freidrichroda (cancelado) |
| 1967 | Hammarstrand              |
| 1969 | Königssee                 |
| 1970 | Königssee                 |
| 1971 | Olang                     |
| 1973 | Oberhof                   |
| 1974 | Königssee                 |
| 1975 | Hammarstrand              |
| 1977 | Innsbruck                 |
| 1978 | Imst                      |

| Ano  | Cidade       |
| ---- | ------------ |
| 1979 | Königssee    |
| 1981 | Hammarstrand |
| 1983 | Lake Placid  |
| 1985 | Oberhof      |
| 1987 | Innsbruck    |
| 1989 | Winterberg   |
| 1990 | Calgary      |
| 1991 | Winterberg   |
| 1993 | Calgary      |
| 1995 | Lillehammer  |
| 1996 | Altenberg    |
| 1997 | Innsbruck    |
| 1999 | Königssee    |
| 2000 | St. Moritz   |
| 2001 | Calgary      |
| 2003 | Sigulda      |
| 2004 | Nagano       |
| 2005 | Park City    |
| 2007 | Innsbruck    |
| 2008 | Oberhof      |

| Ano  | Cidade      |
| ---- | ----------- |
| 2009 | Lake Placid |
| 2011 | Cesana      |
| 2012 | Altenberg   |
| 2013 | Whistler    |
| 2015 | Sigulda     |
| 2016 | Königssee   |
| 2017 | Innsbruck   |
| 2019 | Winterberg  |
| 2020 | Sochi       |
| 2021 | Calgary     |

## Vencedores

### Individual Masculino
| Evento                      | Ouro                  | Prata                       | Bronze                  |
| --------------------------- | --------------------- | --------------------------- | ----------------------- |
| Oslo 1955                   | NOR Anton Salvesen    | AUT Josef Thaler            | AUT Josef Isser         |
| Davos 1957                  | FRG Hans Schaller     | SUI Bibi Torriani           | AUT Errich Raffl        |
| Krynica 1958                | POL Jerzy Wojnar      | POL Ryszard Pędrak-Janowicz | AUT Reinhold Frosch     |
| Villard-de-Lans 1959        | AUT Herbert Thaler    | AUT Josef Feistmantl        | ITA David Moroder       |
| Garmisch-Partenkirchen 1960 | FRG Helmut Berndt     | AUT Reinhold Frosch         | FRG Hans Plenk          |
| Girenbad 1961               | POL Jerzy Wojnar      | FRG Hans Plenk              | AUT Reinhold Senn       |
| Krynica 1962                | DDR Thomas Köhler     | POL Jerzy Wojnar            | DDR Jochen Asche        |
| Imst 1963                   | FRG Fritz Nachmann    | FRG Hans Plenk              | DDR Klaus Bonsack       |
| Davos 1965                  | FRG Hans Plenk        | POL Mieczysław Pawełkiewicz | ITA Erich Graber        |
| Hammarstrand 1967           | DDR Thomas Köhler     | DDR Klaus Bonsack           | AUT Josef Feistmantl    |
| Königssee 1969              | AUT Josef Feistmantl  | AUT Manfred Schmid          | DDR Wolfgang Scheidel   |
| Königssee 1970              | FRG Josef Fendt       | AUT Josef Feistmantl        | DDR Wolfgang Scheidel   |
| Olang 1971                  | ITA Karl Brunner      | FRG Leonhard Nagenrauft     | AUT Josef Feistmantl    |
| Oberhof 1973                | DDR Hans Rinn         | DDR Wolfram Fiedler         | DDR Harald Ehrig        |
| Königssee 1974              | FRG Josef Fendt       | DDR Hans Rinn               | DDR Horst Müller        |
| Hammarstrand 1975           | DDR Wolfram Fiedler   | AUT Manfred Schmid          | DDR Harald Ehrig        |
| Innsbruck 1977              | DDR Hans Rinn         | DDR Horst Müller            | FRG Anton Winkler       |
| Imst 1978                   | ITA Paul Hildgartner  | FRG Anton Winkler           | AUT Manfred Schmid      |
| Königssee 1979              | DDR Detlef Günther    | ITA Karl Brunner            | ITA Paul Hildgartner    |
| Hammarstrand 1981           | URS Sergey Danilin    | DDR Michael Walter          | ITA Ernst Haspinger     |
| Lake Placid 1983            | CAN Miroslav Zajonc   | URS Sergey Danilin          | ITA Paul Hildgartner    |
| Oberhof 1985                | DDR Michael Walter    | DDR Jörg Hoffmann           | DDR Jens Müller         |
| Innsbruck 1987              | AUT Markus Prock      | DDR Jens Müller             | URS Sergey Danilin      |
| Winterberg 1989             | FRG Georg Hackl       | DDR Jens Müller             | FRG Johannes Schettel   |
| Calgary 1990                | FRG Georg Hackl       | AUT Markus Prock            | DDR Jens Müller         |
| Winterberg 1991             | ITA Arnold Huber      | GER Georg Hackl             | AUT Markus Prock        |
| Calgary 1993                | USA Wendel Suckow     | GER Georg Hackl             | ITA Wilfried Huber      |
| Lillehammer 1995            | ITA Armin Zöggeler    | GER Georg Hackl             | AUT Markus Prock        |
| Altenberg 1996              | AUT Markus Prock      | GER Georg Hackl             | GER Jens Müller         |
| Innsbruck 1997              | GER Georg Hackl       | AUT Markus Prock            | AUT Gerhard Gleirscher  |
| Königssee 1999              | ITA Armin Zöggeler    | GER Jens Müller             | ITA Norbert Huber       |
| St. Moritz 2000             | GER Jens Müller       | ITA Armin Zöggeler          | GER Georg Hackl         |
| Calgary 2001                | ITA Armin Zöggeler    | GER Georg Hackl             | AUT Markus Prock        |
| Sigulda 2003                | ITA Armin Zöggeler    | LAT Mārtiņš Rubenis         | AUT Reiner Margreiter   |
| Nagano 2004                 | GER David Möller      | GER Georg Hackl             | LAT Mārtiņš Rubenis     |
| Park City 2005              | ITA Armin Zöggeler    | GER Georg Hackl             | GER David Möller        |
| Innsbruck 2007              | GER David Möller      | ITA Armin Zöggeler          | GER Jan Eichhorn        |
| Oberhof 2008                | GER Felix Loch        | GER David Möller            | GER Andi Langenhan      |
| Lake Placid 2009            | GER Felix Loch        | ITA Armin Zöggeler          | AUT Daniel Pfister      |
| Cesana 2011                 | ITA Armin Zöggeler    | GER Felix Loch              | GER Andi Langenhan      |
| Altenberg 2012              | GER Felix Loch        | RUS Albert Demtschenko      | ITA Armin Zöggeler      |
| Whistler 2013               | GER Felix Loch        | GER Andi Langenhan          | GER Johannes Ludwig     |
| Sigulda 2015                | RUS Semen Pavlichenko | GER Felix Loch              | AUT Wolfgang Kindl      |
| Königssee 2016              | GER Felix Loch        | GER Ralf Palik              | AUT Wolfgang Kindl      |
| Innsbruck 2017              | AUT Wolfgang Kindl    | RUS Roman Repilov           | ITA Dominik Fischnaller |

### Individual Feminino
| Evento                      | Ouro                     | Prata                    | Bronze                      |
| --------------------------- | ------------------------ | ------------------------ | --------------------------- |
| Oslo 1955                   | AUT Karla Kienzl         | AUT Maria Isser          | FRG Marianne Bauer          |
| Davos 1957                  | AUT Maria Isser          | FRG Helga Müller         | ITA Brigitte Fink           |
| Krynica 1958                | POL Maria Semczyszak     | POL Helena Boettcher     | POL Barbara Gorgoń          |
| Villard-de-Lans 1959        | AUT Elly Lieber          | AUT Maria Isser          | AUT Agnes Neuerer           |
| Garmisch-Partenkirchen 1960 | AUT Maria Isser          | AUT Hannelore Possmoser  | ITA Erika Leitner           |
| Girenbad 1961               | SUI Elisabeth Nagele     | FRG Marianne Winkler     | AUT Helene Thurner          |
| Krynica 1962                | DDR Ilse Geisler         | AUT Gerda Rieser-Cegnar  | POL Danuta Nycz             |
| Imst 1963                   | DDR Ilse Geisler         | AUT Helene Thurner       | POL Janina Susczewska       |
| Davos 1965                  | DDR Ortrun Enderlein     | DDR Petra Tierlich       | DDR Ilse Geisler            |
| Hammarstrand 1967           | DDR Ortrun Enderlein     | DDR Petra Tierlich       | AUT Helene Thurner          |
| Königssee 1969              | DDR Petra Tierlich       | DDR Anna-Maria Müller    | FRG Christa Schmuck         |
| Königssee 1970              | POL Barbara Piecha       | FRG Christa Schmuck      | FRG Elisabeth Demleitner    |
| Olang 1971                  | FRG Elisabeth Demleitner | ITA Erica Lechner        | POL Barbara Piecha          |
| Oberhof 1973                | DDR Margit Schumann      | DDR Ute Rührold          | DDR Eva-Maria Wernicke      |
| Königssee 1974              | DDR Margit Schumann      | FRG Elisabeth Demleitner | DDR Ute Rührold             |
| Hammarstrand 1975           | DDR Margit Schumann      | DDR Ute Rührold          | TCH Dana Spálenská          |
| Innsbruck 1977              | DDR Margit Schumann      | URS Vera Zozula          | AUT Margit Graf             |
| Imst 1978                   | URS Vera Zozula          | FRG Andrea Fendt         | AUT Angelika Schafferer     |
| Königssee 1979              | DDR Melitta Sollmann     | FRG Elisabeth Demleitner | ITA Marie-Louise Rainer     |
| Hammarstrand 1981           | DDR Melitta Sollmann     | DDR Cerstin Schmidt      | URS Vera Zozula             |
| Lake Placid 1983            | DDR Steffi Martin        | DDR Melitta Sollmann     | DDR Ute Weiss               |
| Oberhof 1985                | DDR Steffi Martin        | DDR Cerstin Schmidt      | DDR Birgit Weise            |
| Innsbruck 1987              | DDR Cerstin Schmidt      | DDR Gabriele Kohlisch    | DDR Ute Oberhoffner-Weiss   |
| Winterberg 1989             | DDR Susi Erdmann         | ITA Gerda Weissensteiner | DDR Ute Oberhoffner-Weiss   |
| Calgary 1990                | DDR Gabriele Kohlisch    | URS Yuliya Antipova      | FRG Jana Bode               |
| Winterberg 1991             | GER Susi Erdmann         | GER Gabriele Kohlisch    | GER Jana Bode               |
| Calgary 1993                | ITA Gerda Weissensteiner | GER Gabriele Kohlisch    | AUT Doris Neuner            |
| Lillehammer 1995            | GER Gabriele Kohlisch    | GER Susi Erdmann         | ITA Gerda Weissensteiner    |
| Altenberg 1996              | GER Jana Bode            | GER Susi Erdmann         | ITA Gerda Weissensteiner    |
| Innsbruck 1997              | GER Susi Erdmann         | GER Jana Bode            | AUT Angelika Neuner         |
| Königssee 1999              | GER Sonja Wiedemann      | GER Barbara Niedernhuber | GER Sylke Otto              |
| St. Moritz 2000             | GER Sylke Otto           | GER Barbara Niedernhuber | GER Sonja Wiedemann         |
| Calgary 2001                | GER Sylke Otto           | GER Silke Kraushaar      | GER Barbara Niedernhuber    |
| Sigulda 2003                | GER Sylke Otto           | GER Silke Kraushaar      | GER Barbara Niedernhuber    |
| Nagano 2004                 | GER Silke Kraushaar      | GER Barbara Niedernhuber | GER Sylke Otto              |
| Park City 2005              | GER Sylke Otto           | GER Barbara Niedernhuber | GER Anke Wischnewski        |
| Innsbruck 2007              | GER Tatjana Hüfner       | GER Anke Wischnewski     | GER Silke Kraushaar-Pielach |
| Oberhof 2008                | GER Tatjana Hüfner       | GER Natalie Geisenberger | GER Silke Kraushaar-Pielach |
| Lake Placid 2009            | USA Erin Hamlin          | GER Natalie Geisenberger | UKR Natalia Yakushenko      |
| Cesana 2011                 | GER Tatjana Hüfner       | GER Natalie Geisenberger | CAN Alex Gough              |
| Altenberg 2012              | GER Tatjana Hüfner       | RUS Tatiana Ivanova      | GER Natalie Geisenberger    |
| Whistler 2013               | GER Natalie Geisenberger | GER Tatjana Hüfner       | CAN Alex Gough              |
| Sigulda 2015                | GER Natalie Geisenberger | RUS Tatiana Ivanova      | GER Tatjana Hüfner          |
| Kögnissee 2016              | GER Natalie Geisenberger | SUI Martina Kocher       | RUS Tatiana Ivanova         |
| Innsbruck 2017              | GER Tatjana Hüfner       | USA Erin Hamlin          | CAN Kimberly McRae          |

### Duplas
Estreia: 1955. Cancelado por condições climáticas: 1959.
| Evento                      | Ouro                                                    | Prata                                                      | Bronze                                                    |
| --------------------------- | ------------------------------------------------------- | ---------------------------------------------------------- | --------------------------------------------------------- |
| Oslo 1955                   | Hans Krausner · Josef Thaler · Áustria                  | Josef Isser · Maria Isser · Áustria                        | Josef Strillinger · Fritz Nachmann · Alemanha Ocidental   |
| Davos 1957                  | Fritz Nachmann · Josef Strillinger · Alemanha Ocidental | Giorgio Pichler · Giovanni Graber · Itália                 | Erich Raffl · Ewald Walch · Áustria                       |
| Krynica 1958                | Fritz Nachmann · Josef Strillinger · Alemanha Ocidental | Jerzy Koszla · Janina Susczewska · Polónia                 | Ryszard Pędrak-Janowicz · Halina Lacheta · Polónia        |
| Garmisch-Partenkirchen 1960 | Reinhold Frosch · Ewald Walch · Áustria                 | Herbert Thaler · Helmut Thaler · Áustria                   | Horst Tiedge · Hans Plenk · Alemanha Ocidental            |
| Girenbad 1961               | Roman Pichler · Enrico Prinot · Itália                  | David Moroder · Raimondo Prinot · Itália                   | Helmut Thaler · Reinhold Senn · Áustria                   |
| Krynica 1962                | Giovanni Graber · Gianpaolo Ambrosi · Itália            | Fritz Nachmann · Max Leo · Alemanha Ocidental              | Manfred Novotný · Petr Škrabálek · Tchecoslováquia        |
| Imst 1963                   | Ryszard Pędrak-Janowicz · Lucjan Kudzia · Polónia       | Edward Fender · Mieczysław Pawełkiewicz · Polónia          | Anton Venier · Ewald Walch · Áustria                      |
| Davos 1965                  | Wolfgang Scheidel · Thomas Köhler · Alemanha Oriental   | Klaus Bonsack · Thomas Köhler · Alemanha Oriental          | Horst Hömlein · Rolf Fuchs · Alemanha Oriental            |
| Hammarstrand 1967           | Klaus Bonsack · Thomas Köhler · Alemanha Oriental       | Manfred Schmid · Ewald Walch · Áustria                     | Siegfried Maier · Ernesto Maier · Itália                  |
| Königssee 1969              | Manfred Schmid · Ewald Walch · Áustria                  | Horst Hömlein · Reinhard Bredlow · Alemanha Oriental       | Klaus Bonsack · Michael Köhler · Alemanha Oriental        |
| Königssee 1970              | Manfred Schmid · Ewald Walch · Áustria                  | Klaus Bonsack · Thomas Köhler · Alemanha Oriental          | Horst Hömlein · Reinhard Bredlow · Alemanha Oriental      |
| Olang 1971                  | Paul Hildgartner · Walter Plaikner · Itália             | Manfred Schmid · Ewald Walch · Áustria                     | Horst Hömlein · Reinhard Bredlow · Alemanha Oriental      |
| Oberhof 1973                | Horst Hömlein · Reinhard Bredlow · Alemanha Oriental    | Hans Rinn · Norbert Hahn · Alemanha Oriental               | Paul Hildgartner · Walter Plaikner · Itália               |
| Königssee 1974              | Bernd Hahn · Ulrich Hahn · Alemanha Oriental            | Henning Schulze · Hans-Jörg Neumann · Alemanha Oriental    | Rudolf Schmid · Franz Schachner · Áustria                 |
| Hammarstrand 1975           | Hans Rinn · Norbert Hahn · Alemanha Oriental            | Horst Müller · Hans-Jörg Neumann · Alemanha Oriental       | Rudolf Schmid · Franz Schachner · Áustria                 |
| Innsbruck 1977              | Hans Rinn · Norbert Hahn · Alemanha Oriental            | Karl Brunner · Peter Gschnitzer · Itália                   | Hans Brandner · Balthasar Schwarm · Alemanha Ocidental    |
| Imst 1978                   | Dainis Bremse · Algars Kirkis · União Soviética         | Valeriy Yakuzhin · Vladimir Zhitov · União Soviética       | Hans Rinn · Norbert Hahn · Alemanha Oriental              |
| Königssee 1979              | Hans Brandner · Balthasar Schwarm · Alemanha Ocidental  | Hans Rinn · Norbert Hahn · Alemanha Oriental               | Anton Winkler · Franz Wembacher · Alemanha Ocidental      |
| Hammarstrand 1981           | Bernd Hahn · Ulrich Hahn · Alemanha Oriental            | Bernd Oberhoffner · Jörg-Dieter Ludwig · Alemanha Oriental | Hans Stangassinger · Franz Wembacher · Alemanha Ocidental |
| Lake Placid 1983            | Jörg Hoffmann · Jochen Pietzsch · Alemanha Oriental     | Hansjörg Raffl · Norbert Huber · Itália                    | Hans Stangassinger · Franz Wembacher · Alemanha Ocidental |
| Oberhof 1985                | Jörg Hoffmann · Jochen Pietzsch · Alemanha Oriental     | René Keller · Lutz Kühnlenz · Alemanha Oriental            | Vitaliy Melnik · Dimitriy Alekseyev · União Soviética     |
| Innsbruck 1987              | Jörg Hoffmann · Jochen Pietzsch · Alemanha Oriental     | Stefan Ilsanker · Georg Hackl · Alemanha Ocidental         | Thomas Schwab · Wolfgang Staudinger · Alemanha Ocidental  |
| Winterberg 1989             | Stefan Krausse · Jan Behrendt · Alemanha Oriental       | Hansjörg Raffl · Norbert Huber · Itália                    | Jörg Hoffmann · Jochen Pietzsch · Alemanha Oriental       |
| Calgary 1990                | Hansjörg Raffl · Norbert Huber · Itália                 | Kurt Brugger · Wilfried Huber · Itália                     | Jörg Hoffmann · Jochen Pietzsch · Alemanha Oriental       |
| Winterberg 1991             | Stefan Krausse · Jan Behrendt · Alemanha                | Yves Mankel · Thomas Rudolph · Alemanha                    | Hansjörg Raffl · Norbert Huber · Itália                   |
| Calgary 1993                | Stefan Krausse · Jan Behrendt · Alemanha                | Hansjörg Raffl · Norbert Huber · Itália                    | Kurt Brugger · Wilfried Huber · Itália                    |
| Lillehammer 1995            | Stefan Krausse · Jan Behrendt · Alemanha                | Chris Thorpe · Gordy Sheer · Estados Unidos                | Kurt Brugger · Wilfried Huber · Itália                    |
| Altenberg 1996              | Tobias Schiegl · Markus Schiegl · Áustria               | Chris Thorpe · Gordon Sheer · Estados Unidos               | Gerhard Plankensteiner · Oswald Haselrieder · Itália      |
| Innsbruck 1997              | Tobias Schiegl · Markus Schiegl · Áustria               | Stefan Krausse · Jan Behrendt · Alemanha                   | Steffen Skel · Steffen Wöller · Alemanha                  |
| Königssee 1999              | Patric Leitner · Alexander Resch · Alemanha             | Tobias Schiegl · Markus Schiegl · Áustria                  | Mark Grimmette · Brian Martin · Estados Unidos            |
| St. Moritz 2000             | Patric Leitner · Alexander Resch · Alemanha             | Steffen Skel · Steffen Wöller · Alemanha                   | Mark Grimmette · Brian Martin · Estados Unidos            |
| Calgary 2001                | André Florschütz · Torsten Wustlich · Alemanha          | Steffen Skel · Steffen Wöller · Alemanha                   | Tobias Schiegl · Markus Schiegl · Áustria                 |
| Sigulda 2003                | Andreas Linger · Wolfgang Linger · Áustria              | Tobias Schiegl · Markus Schiegl · Áustria                  | Patric Leitner · Alexander Resch · Alemanha               |
| Nagano 2004                 | Patric Leitner · Alexander Resch · Alemanha             | André Florschütz · Torsten Wustlich · Alemanha             | Mark Grimmette · Brian Martin · Estados Unidos            |
| Park City 2005              | André Florschütz · Torsten Wustlich · Alemanha          | Patric Leitner · Alexander Resch · Alemanha                | Mark Grimmette · Brian Martin · Estados Unidos            |
| Innsbruck 2007              | Patric Leitner · Alexander Resch · Alemanha             | Tobias Schiegl · Markus Schiegl · Áustria                  | Mark Grimmette · Brian Martin · Estados Unidos            |
| Oberhof 2008                | André Florschütz · Torsten Wustlich · Alemanha          | Tobias Wendl · Tobias Arlt · Alemanha                      | Tobias Schiegl · Markus Schiegl · Áustria                 |
| Lake Placid 2009            | Gerhard Plankensteiner · Oswald Haselrieder · Itália    | André Florschütz · Torsten Wustlich · Alemanha             | Mark Grimmette · Brian Martin · Estados Unidos            |
| Cesana 2011                 | Andreas Linger · Wolfgang Linger · Áustria              | Christian Oberstolz · Patrick Gruber · Itália              | Andris Šics · Juris Šics · Letônia                        |
| Altenberg 2012              | Andreas Linger · Wolfgang Linger · Áustria              | Toni Eggert · Sascha Benecken · Alemanha                   | Christian Oberstolz · Patrick Gruber · Áustria            |
| Whistler 2013               | Tobias Wendl · Tobias Arlt · Alemanha                   | Toni Eggert · Sascha Benecken · Alemanha                   | Andreas Linger · Wolfgang Linger · Áustria                |
| Sigulda 2015                | Tobias Wendl · Tobias Arlt · Alemanha                   | Peter Penz · Georg Fischler · Áustria                      | Christian Oberstolz · Patrick Gruber · Itália             |
| Königssee 2016              | Tobias Wendl · Tobias Arlt · Alemanha                   | Toni Eggert · Sascha Benecken · Alemanha                   | Christian Oberstolz · Patrick Gruber · Itália             |
| Innsbruck 2017              | Toni Eggert · Sascha Benecken · Alemanha                | Tobias Wendl · Tobias Arlt · Alemanha                      | Robin Geueke · David Gamm · Alemanha                      |

### Revezamento Misto por Equipes
Estreia: 1989 como equipe mista. Redução de seis para quatro membros: 1999. Modificação para revezamento: 2008. Em 2011 não houve.
| Evento           | Ouro | Prata | Bronze |
| ---------------- | --- | --- | --- |
| Winterberg 1989  | Hansjörg Raffl · Gerhard Plankensteiner · Gerda Weissensteiner · Veronika Oberhuber · Norbert Huber · Itália        | Jens Müller · René Friedl · Susi Erdmann · Ute Oberhoffner · Stefan Krausse · Jan Behrendt · Alemanha Oriental         | Sergey Danilin · Yuri Kharchenko · Yuliya Antipova · Irina Kusakina · Yevgeniy Belusov · Alesksandr Belyakov · União Soviética    |
| Calgary 1990     | Jens Müller · Thomas Jacob · Gabriele Kohlisch · Susi Erdmann · Jörg Hoffmann · Jochen Pietzsch · Alemanha Oriental | Arnold Huber · Norbert Huber · Nadia Prinoth · Gerda Weissensteiner · Hansjörg Raffl · Itália                          | Sergey Danilin · Andrey Rochilov · Yuliya Antipova · Natalya Yakuchenko · Igor Lubanov · Genadiy Belikov · União Soviética        |
| Winterberg 1991  | Georg Hackl · Jens Müller · Susi Erdmann · Gabriele Kohlisch · Stefan Krausse · Jan Behrendt · Alemanha             | Robert Manzenreiter · Markus Prock · Doris Neuner · Angelika Tagwerker · Gerhard Gleirscher · Markus Schmidt · Áustria | Arnold Huber · Gerhard Plankensteiner · Natalie Obkircher · Gerda Weissensteiner · Hansjörg Raffl · Norbert Huber · Itália        |
| Calgary 1993     | Georg Hackl · René Friedl · Gabriele Kohlisch · Susi Erdmann · Stefan Krausse · Jan Behrendt · Alemanha             | Robert Manzenreiter · Markus Prock · Angelika Neuner · Doris Neuner · Tobias Schiegl · Markus Schiegl · Áustria        | Arnold Huber · Gerhard Plankensteiner · Natalie Obkircher · Gerda Weissensteiner · Hansjörg Raffl · Norbert Huber · Itália        |
| Lillehammer 1995 | Georg Hackl · Jens Müller · Gabriele Kohlisch · Susi Erdmann · Stefan Krausse · Jan Behrendt · Alemanha             | Arnold Huber · Armin Zöggeler · Natalie Obkircher · Gerda Weissensteiner · Wilfried Huber · Itália                     | Markus Kleinheinz · Markus Prock · Angelika Neuner · Doris Neuner · Tobias Schiegl · Markus Schiegl · Áustria                     |
| Altenberg 1996   | Markus Prock · Markus Schmidt · Angelika Neuner · Andrea Tagwerker · Tobias Schiegl · Markus Schiegl · Áustria      | Georg Hackl · Jens Müller · Jana Bode · Gabriele Kohlisch · Stefan Krausse · Jan Behrendt · Alemanha                   | Wilfried Huber · Armin Zöggeler · Natalie Obkircher · Gerda Weissensteiner · Gerhard Plankensteiner · Oswald Haselrieder · Itália |
| Igls 1997        | Markus Prock · Gerhard Gleirscher · Andrea Tagwerker · Angelika Neuner · Tobias Schiegl · Markus Schiegl · Áustria  | Georg Hackl · Jens Müller · Silke Kraushaar · Sylke Otto · Stefan Krausse · Jan Behrendt · Alemanha                    | Wilfried Huber · Armin Zöggeler · Natalie Obkircher · Gerda Weissensteiner · Gerhard Plankensteiner · Oswald Haselrieder · Itália |
| Königssee 1999   | Markus Prock · Andrea Tagwerker · Tobias Schiegl · Markus Schiegl · Áustria                                         | Robert Fegg · Silke Kraushaar · André Florschütz · Torsten Wustlich · Alemanha                                         | Georg Hackl · Sylke Otto · Patric Leitner · Alexander Resch · Alemanha                                                            |
| St.Moritz 2000   | Georg Hackl · Silke Kraushaar · Steffen Skel · Steffen Wöller · Alemanha                                            | Jens Müller · Sylke Otto · Patric Leitner · Alexander Resch · Alemanha                                                 | Markus Prock · Angelika Neuner · Tobias Schiegl · Markus Schiegl · Áustria                                                        |
| Calgary 2001     | Georg Hackl · Silke Kraushaar · Patric Leitner · Alexander Resch · Alemanha                                         | Karsten Albert · Sylke Otto · Steffen Skel · Steffen Wöller · Alemanha                                                 | Tony Benshoof · Becky Wilczak · Mark Grimmette · Brian Martin · Estados Unidos                                                    |
| Sigulda 2003     | Georg Hackl · Sylke Otto · Patric Leitner · Alexander Resch · Alemanha                                              | Mārtiņš Rubenis · Anna Orlova · Zigmars Berkolds · Sandris Berzins · Letônia                                           | Reiner Margreiter · Sonja Manzenreiter · Andreas Linger · Wolfgang Linger · Áustria                                               |
| Nagano 2004      | David Möller · Barbara Niedernhuber · Patric Leitner · Alexander Resch · Alemanha                                   | Tony Benshoof · Ashley Hayden · Mark Grimmette · Brian Martin · Estados Unidos                                         | Armin Zöggeler · Anastasia Oberstolz-Antonova · Christian Oberstolz · Patrick Gruber · Itália                                     |
| Park City 2005   | Georg Hackl · Sylke Otto · André Florschütz · Torsten Wustlich · Alemanha                                           | Tony Benshoof · Ashley Hayden · Mark Grimmette · Brian Martin · Estados Unidos                                         | Armin Zöggeler · Anastasia Oberstolz-Antonova · Christian Oberstolz · Patrick Gruber · Itália                                     |
| Igls 2007        | David Möller · Silke Kraushaar-Pielach · Patric Leitner · Alexander Resch · Alemanha                                | Armin Zöggeler · Sandra Gasparini · Christian Oberstolz · Patrick Gruber · Itália                                      | Daniel Pfister · Nina Reithmeyer · Peter Penz · Georg Fischler · Áustria                                                          |
| Oberhof 2008     | Felix Loch · Tatjana Hüfner · André Florschütz · Torsten Wustlich · Alemanha                                        | Martin Abentung · Nina Reithmeyer · Tobias Schiegl · Markus Schiegl · Áustria                                          | Guntis Rēķis · Maija Tīruma · Andris Šics · Juris Šics · Letônia                                                                  |
| Lake Placid 2009 | Felix Loch · Natalie Geisenberger · André Florschütz · Torsten Wustlich · Alemanha                                  | Daniel Pfister · Nina Reithmeyer · Peter Penz · Georg Fischler · Áustria                                               | Guntis Rēķis · Maija Tīruma · Andris Šics · Juris Šics · Letônia                                                                  |
| Altenberg 2012   | Tatjana Hüfner · Felix Loch · Toni Eggert · Sascha Benecken · Alemanha                                              | Tatiana Ivanova · Albert Demtschenko · Vladislav Yuzhakov · Vladimir Makhnutin · Rússia                                | Alex Gough · Samuel Edney · Tristan Walker · Justin Snith · Canadá                                                                |
| Whistler 2013    | Natalie Geisenberger · Felix Loch · Tobias Wendl · Tobias Arlt · Alemanha                                           | Alex Gough · Samuel Edney · Tristan Walker · Justin Snith · Canadá                                                     | Elīza Tīruma · Inars Kivlenieks · Andris Šics · Juris Šics · Letônia                                                              |
| Sigulda 2015     | Natalie Geisenberger · Felix Loch · Tobias Wendl · Tobias Arlt · Alemanha                                           | Tatiana Ivanova · Semen Pavlichenko · Andrey Bogdanov · Andrey Medvedev · Rússia                                       | Alex Gough · Samuel Edney · Tristan Walker · Justin Snith · Canadá                                                                |
| Königssee 2016   | Natalie Geisenberger · Felix Loch · Tobias Wendl · Tobias Arlt · Alemanha                                           | Elīza Tīruma · Inārs Kivlenieks · Andris Šics · Juris Šics · Letônia                                                   | Alex Gough · Mitchel Malyk · Tristan Walker · Justin Snith · Canadá                                                               |
| Innsbruck 2017   | Tatjana Hüfner · Johannes Lugwig · Toni Eggert · Sascha Benecken · Alemanha                                         | Erin Hamlin · Tucker West · Matthew Mortensen · Jayson Terdiman · Estados Unidos                                       | Tatiana Ivanova · Roman Repilov · Alexander Denisyev · Vladislav Antonov · Rússia                                                 |

### Arrancada Individual Feminina
| Evento         | Ouro               | Prata                    | Bronze               |
| -------------- | ------------------ | ------------------------ | -------------------- |
| Königssee 2016 | SUI Martina Kocher | GER Natalie Geisenberger | GER Dajana Eitberger |
| Innsbruck 2017 | USA Erin Hamlin    | SUI Martina Kocher       | GER Tatjana Hüfner   |

### Arrancada Individual Masculina
| Evento         | Ouro               | Prata              | Bronze                  |
| -------------- | ------------------ | ------------------ | ----------------------- |
| Königssee 2016 | GER Felix Loch     | GER Andi Langenhan | GER Ralf Palik          |
| Innsbruck 2017 | AUT Wolfgang Kindl | RUS Roman Repilov  | ITA Dominik Fischnaller |

### Arrancada em Duplas
| Evento         | Ouro                                  | Prata                                 | Bronze                                        |
| -------------- | ------------------------------------- | ------------------------------------- | --------------------------------------------- |
| Königssee 2016 | Tobias Wendl · Tobias Arlt · Alemanha | Peter Penz · Georg Fischler · Áustria | Christian Oberstolz · Patrick Gruber · Itália |
| Innsbruck 2017 | Tobias Wendl · Tobias Arlt · Alemanha | Peter Penz · Georg Fischler · Áustria | Toni Eggert · Sascha Benecken · Alemanha      |

## Quadro de Medalhas
Atualizado até o Campeonato Mundial de Luge de 2017.
| Ordem | País                         | Medalha de ouro | Medalha de prata | Medalha de bronze | Total |
| ----- | ---------------------------- | --------------- | ---------------- | ----------------- | ----- |
| 1     | Alemanha (Desde 1991)        | 60              | 48               | 26                | 134   |
| 2     | Alemanha Oriental (1955-90)  | 35              | 27               | 23                | 85    |
| 3     | Áustria                      | 22              | 27               | 35                | 74    |
| 4     | Itália                       | 16              | 17               | 30                | 63    |
| 5     | Alemanha Ocidental (1955-90) | 12              | 12               | 14                | 38    |
| 6     | Polónia                      | 5               | 6                | 5                 | 16    |
| 7     | Estados Unidos               | 3               | 6                | 7                 | 16    |
| 8     | União Soviética (1955-91)    | 3               | 4                | 5                 | 12    |
| 9     | Suíça                        | 2               | 3                | 0                 | 5     |
| 10    | Rússia (Desde 1993)          | 1               | 7                | 2                 | 10    |
| 11    | Canadá                       | 1               | 1                | 6                 | 8     |
| 12    | Noruega                      | 1               | 0                | 0                 | 1     |
| 13    | Letônia (Desde 1993)         | 0               | 3                | 5                 | 8     |
| 14    | Tchecoslováquia (1955-92)    | 0               | 0                | 2                 | 2     |
| 15    | Ucrânia                      | 0               | 0                | 1                 | 1     |